# Killoran Colin
Colin Killoran (sinh ngày 7 tháng 4 năm 1992) là một cầu thủ bóng đá người Nhật Bản.

## Sự nghiệp câu lạc bộ
Colin Killoran đã từng chơi cho Tokyo Verdy, Giravanz Kitakyushu và Blaublitz Akita.